# Platypalpus clypeatus
Platypalpus clypeatus är en tvåvingeart som beskrevs av Nikolai Vasilevich Kovalev 1973. Platypalpus clypeatus ingår i släktet Platypalpus och familjen puckeldansflugor. Inga underarter finns listade i Catalogue of Life.